# Cratere Xiao Hong
Xiao Hong  è un cratere sulla superficie di Venere. Deve il suo nome a Xiao Hong (蕭紅T, 萧红S), scrittrice cinese della prima metà del XX secolo.